# Homeomastax eduardoi
Homeomastax eduardoi is een rechtvleugelig insect uit de familie Eumastacidae. De wetenschappelijke naam van deze soort is voor het eerst geldig gepubliceerd in 2005 door Porras & Bentos-Pereira.